# Through Storms Ahead
Through Storms Ahead es el octavo álbum de estudio de la banda estadounidense de metalcore As I Lay Dying. Fue lanzado el 15 de noviembre de 2024 a través de Napalm Records. Es el único álbum de la banda que cuenta con la participación del bajista y vocalista Ryan Neff, el guitarrista Ken Susi (quien no participó en el álbum, pero interpretó el primer solo de guitarra en "Burden") y el baterista Nick Pierce, así como el último en contar con la participación de Phil Sgrosso, guitarrista de toda la vida, ya que todos ellos dejarían la banda un mes antes de su lanzamiento. También es el primer álbum de la banda que no cuenta con la participación de Nick Hipa, Josh Gilbert y Jordan Mancino desde su salida a principios de la década de 2020.

## Antecedentes y promoción
El líder Tim Lambesis adelantó el álbum en 2022, con la intención de lanzarlo en 2023, antes de lanzar los dos primeros sencillos, "Burden" y "The Cave We Fear to Enter", a mediados de 2024. El tercer sencillo, "We Are the Dead", en el que participaron Tom Barber de Chelsea Grin y Darko US, y Alex Terrible de Slaughter to Prevail, se lanzó el 12 de septiembre de 2024, junto con el anuncio del álbum. El cuarto sencillo, "Whitewashed Tomb", se lanzó el 10 de octubre de 2024. Ese mismo mes, los miembros Ryan Neff, Ken Susi y Nick Pierce anunciaron su salida; estos dos últimos alegaron compromisos con su integridad personal y moral; Phil Sgrosso hizo lo mismo a finales de mes, alegando un ambiente insalubre dentro de la banda. Un quinto sencillo, "The Void Within", se lanzó el 13 de noviembre de 2024.

## Lista de canciones
Todas las letras escritas por Tim Lambesis; "The Cave We Fear to Enter" fueron escritas por Ryan Neff y Hiram Hernandez.
| N.º | Título                                                                                     | Duración |  |
| 1.  | «Permanence»                                                                               | 1:12     |  |
| 2.  | «A Broken Reflection»                                                                      | 3:55     |  |
| 3.  | «Burden»                                                                                   | 4:05     |  |
| 4.  | «We Are the Dead» (con Tom Barber de Chelsea Grin y Alex Terrible de Slaughter to Prevail) | 3:43     |  |
| 5.  | «Whitewashed Tomb»                                                                         | 3:58     |  |
| 6.  | «Through Storms Ahead»                                                                     | 4:07     |  |
| 7.  | «The Void Within»                                                                          | 3:25     |  |
| 8.  | «Strength to Survive»                                                                      | 4:36     |  |
| 9.  | «Gears That Never Stop»                                                                    | 3:48     |  |
| 10. | «The Cave We Fear to Enter»                                                                | 5:07     |  |
| 11. | «Taken from Nothing»                                                                       | 4:22     |  |

## Posicionamiento en lista
| Lista (2024)                     | Posición |
| -------------------------------- | -------- |
| Alemania (Offizielle Top 100)    | 26       |
| Austria (Ö3 Austria)             | 14       |
| Reino Unido (UK Album Downloads) | 50       |
| Suiza (Schweizer Hitparade)      | 76       |

## Personal
As I Lay Dying
- Tim Lambesis – voz áspera
- Phil Sgrosso – guitarra
- Ken Susi – primer solo de guitarra en «Burden»
- Ryan Neff – bajo, voz limpia
- Nick Pierce – batería

Músicos adicionales
- Tom Barber: voz (pista 4).
- Alex Terrible: voz (pista 4).